# Stanisław Iwan Karniński
Stanisław Iwan Karniński (Karmiński) z Aleksandrowic herbu Wieniawa (ur. ok. 1510, zm. 1603) – szlachcic ziemi krakowskiej, wywodzący z rodu Karmińskich z Karmina w województwie poznańskim. Był właścicielem Aleksandrowic, Kleszczowa i Podhełmia.
Studiował w Lipsku w 1531 roku, następnie przebywał na dworze cesarza Karola V. Był wyznawcą kalwinizmu.
Aktywny działacz sejmiku województwa krakowskiego oraz wielokrotny poseł na sejm. Poseł na sejm piotrkowski 1565 roku z województwa krakowskiego. Poseł na sejm konwokacyjny 1573 roku, podpisał akt konfederacji warszawskiej. Poseł na sejm 1590 roku z województwa krakowskiego.
Jako jeden z pierwszych przedstawicieli szlachty krakowskiej opowiedział się po stronie Reformacji protestanckiej. Regularnie uczestniczył w synodach kalwińskich Małopolski, w tym także w synodzie generalnym protestantów polskich w Sandomierzu w 1570 r., którego był jednym ze świeckich dyrektorów. Był długoletnim patronem zboru krakowskiego, któremu po zburzeniu świątyni ewangelickiej w Krakowie 23 maja 1591 r. udostępnił na miejsce zgromadzeń swój dwór w Aleksandrowicach. Pełnił również obowiązki świeckiego seniora dystryktu krakowskiego. Był to, jak pisał Walerian Krasiński, historyk polskiego protestantyzmu, „jeden z pierwszych i najgorliwszych zwolenników reformacji”. Mimo początkowych sympatii do unitarianizmu do końca życia pozostał kalwinistą. Jego małżonką była Jadwiga Gosławska z Bembelna.